# Crotalaria lebrunii
Crotalaria lebrunii är en ärtväxtart som beskrevs av Baker f.. Crotalaria lebrunii ingår i släktet sunnhampor, och familjen ärtväxter. Inga underarter finns listade i Catalogue of Life.